# الدفاع عن حصان طروادة
الدفاع عن حصان طروادة هو مقاربة تستند إلى التكنولوجيا على دفاع SODDI الكلاسيكي، الذي يُعتقد أنه ظهر في المملكة المتحدة في عام 2003. يتضمن الدفاع عادةً إنكار المدعى عليه المسؤولية عن: (1) وجود تهريب عبر الإنترنت على نظام الكمبيوتر الخاص بالمدعى عليه. أو (2) ارتكاب جريمة الإنترنت عبر كمبيوتر المدعى عليه، على أساس أن البرمجيات الخبيثة (مثل حصان طروادة أو الفيروس أو الدودة أو روبوت الإنترنت أو برنامج آخر)  أو على مرتكب الجريمة الآخر الذي يستخدم مثل هذه البرامج الضارة، كان مسؤول لارتكاب الجريمة المعنية.
ينطوي الاستخدام المعدل للدفاع على مدعى عليه متهم بجريمة غير إلكترونية يعترف بأنه بينما من الناحية الفنية قد يكون المدعى عليه مسؤولاً عن ارتكاب الجريمة، فإنه يفتقر إلى القصد الجنائي الضروري أو المعرفة بسبب تورطه في برامج ضارة.
العبارة نفسها ليست مصطلحًا قانونيًا ثابتًا، نشأت من نصوص مبكرة من قِبل متخصصين في الأدلة الرقمية  تشير بالتحديد إلى أحصنة طروادة لأن العديد من دفاعات حصان طروادة الناجحة المبكرة كانت تستند إلى تشغيل خيول طروادة المزعومة. بسبب الاستخدام المتزايد لبرامج طروادة من قبل المتسللين، وزيادة الدعاية المتعلقة بالدفاع، فمن المرجح أن يصبح استخدامه أكثر انتشارًا.

## الأساس القانوني للدفاع
باستثناء جرائم المسؤولية الصارمة، يشترط القانون الجنائي عمومًا أن يقوم الادعاء بتأسيس كل عنصر من عناصر قانون الفعل والرجل الجرمي لجريمة  مع «عدم وجود دفاع صحيح». يجب إثبات الذنب، ودحض أي دفاع، بما لا يدع مجالًا للشك المعقول.
في دفاع حصان طروادة، يدعي المتهم أنه لم يرتكب عملية الجرم. بالإضافة إلى ذلك (أو، عندما لا يستطيع المدعى عليه أن ينكر أنهم ارتكبوا الفعل الجرمي للجريمة، ثم في البديل)، يزعم المدعى عليه عدم وجود الجرم المطلوب للرجل لأنه «لم يكن يعلم حتى بالجريمة المرتكبة».
مع استثناء ملحوظ،  يجب على المدعى عليه عادة تقديم بعض الأدلة الموثوقة على أن: (أ)- البرامج الضارة تم تثبيتها على كمبيوتر المدعى عليه؛ (ب)- من قبل شخص آخر غير المدعى عليه؛ (ج)- دون علم المدعى عليه. عكس دفاع SODDI في العالم الحقيقي، فإن إخفاء الهوية الظاهرة لمرتكب الجريمة يعمل لصالح المدعى عليه.

## دحض الادعاء للدفاع
عندما يتم تقديم دفاع على النحو الموضح أعلاه،  يكون الادعاء في الأساس في موقف «دحض سلبي»  خلال إظهار أن البرامج الضارة ليست مسؤولة. لقد ثبت أن هذا مثير للجدل، مع اقتراحات بأنه «إذا اختار المدعى عليه الاعتماد على هذا الدفاع، فإن عبء الإثبات (يجب) يكون على ذلك المدعى عليه». إذا كانت الأدلة تشير إلى وجود برامج ضارة ومسؤولة، فإن الادعاء بحاجة إلى السعي إلى دحض الادعاء بعدم وجود المتهم المطلوب.
سيعتمد الكثير على نتائج عملية التحقيق الجنائي، إلى جانب أدلة الشهود الخبراء المتعلقة بالوقائع. قد تساعد الأدلة الرقمية، مثل ما يلي، الادعاء في نفي الأساس القانوني أو الوقائعي للدفاع من خلال إثارة الشكوك حول الغياب المزعوم لأفعال الجرم و / أو الرجال: -
- عدم وجود أدلة على وجود برامج ضارة أو خلفية على جهاز كمبيوتر المدعى عليه.[20]
- عندما يعزى الدفاع عن غياب البرمجيات الخبيثة إلى حصان طروادة الذي يقوم بمسح نفسه، فإن دليل برنامج مكافحة الفيروسات / جدار الحماية على الكمبيوتر يساعد في إثارة الشكوك حول الدفاع (مثل هذه البرامج يمكن أن تؤدي إلى معدلات اكتشاف طروادة تصل إلى 98٪ [21]) لا دليل على عدم وجود أدوات المسح، حيث «من المستحيل عمليا أنه لن تكون هناك آثار رقمية لاستخدام [...] أدوات المسح».[22]
- الأدلة التي تبين أن أي برامج ضارة موجودة ليست مسؤولة، أو تم تثبيتها بعد تاريخ / تواريخ الجرائم.[23]
- تجريم سجلات النشاط التي تم الحصول عليها من التقاط حزمة الشبكة.[24]
- في حالات التهريب السيبراني، عدم وجود أدلة على الأتمتة - على سبيل المثال القرب القريب من أوقات التحميل، [2] وطوابع التاريخ / التاريخ المهربة التي تظهر الانتظام. حجم المهربة هو أيضا ذات صلة.
- إثبات الأدلة الرقمية التي تبين نية / معرفة المدعى عليه (مثل سجلات الدردشة [13]).

قد يكون هذا الدليل الرقمي الذي تم الحصول عليه ومعالجته والتعامل معه بشكل أكثر فاعلية عندما يقترن أيضًا بالأدلة غير الرقمية المؤيدة  على سبيل المثال (1) أن المدعى عليه لديه معرفة كافية حول أجهزة الكمبيوتر لحمايتها؛ و (2) الأدلة المادية ذات الصلة من مكان الجريمة ذات صلة بالجريمة.

## دور الأدلة الجنائية في الكمبيوتر
بينما لا يوجد حاليًا «لا توجد طريقة قياسية ثابتة لإجراء فحص الأدلة الجنائية بالكمبيوتر»،  يمكن أن تكون ممارسة العلم الجنائي الرقمي والمنهجيات في التحقيق بواسطة خبراء التحاليل الجنائية الحاسوبية حاسمة في إثبات براءة المدعى عليه أو ذنبه. ينبغي أن يشمل ذلك تنفيذ المبادئ الأساسية للتعامل مع الأدلة الإلكترونية المستندة إلى الكمبيوتر والحصول عليها - انظر على سبيل المثال (ACPO) دليل الممارسة الجيدة للأدلة الإلكترونية المستندة إلى الكمبيوتر . ينبغي أن تشمل بعض الخطوات العملية ما يلي: -
- عمل نسخة من نظام الكمبيوتر المعني في أقرب وقت ممكن لمنع التلوث (على عكس حالة جولي أميرو، حيث كان المحقق يعمل مباشرة على محرك الأقراص الثابت في أميرو بدلاً من إنشاء صورة جنائية لمحرك الأقراص.[2]
- تركيب كقرص ثاني على جهاز آخر للخبراء لتشغيل برنامج قياسي لمكافحة الفيروسات.
- المعالجة الصحيحة للبيانات المضطربة لضمان الحصول على الأدلة دون تغيير الأصل.[29]
- إذا تم العثور على حصان طروادة، فمن الضروري فحص مجمل الظروف وكمية المواد التي تدين.
- بما في ذلك «نهج التحاليل الجنائية والأدلة للشبكة»، على سبيل المثال عن طريق الحصول على معلومات قانونية للحصول على حزم.[30]

## الحالات التي تنطوي على دفاع حصان طروادة
هناك حالات مختلفة حيث تم استخدام دفاع حصان طروادة، وأحيانًا بنجاح. بعض الحالات الرئيسية تشمل ما يلي: -
<i id="mwfQ">ريجينا ضد آرون كافري</i> (2003)  :
أول قضية تم نشرها بشكل كبير تتضمن الاستخدام الناجح للدفاع،  قُبض على كافري للاشتباه في أنه شن هجومًا برفض الخدمة ضد أنظمة الكمبيوتر في ميناء هيوستن،  مما تسبب في توقف خادم الويب الخاص بالميناء  مما أدى إلى حدوث أضرار جسيمة بسبب حساب اتصالات شبكة الميناء التي أصبحت غير متاحة  وبالتالي منع توفير المعلومات إلى «سادة السفن وشركات الإرساء وشركات الدعم المسؤولة عن دعم السفن التي تبيع الميناء وتغادره» . اتُهم Caffrey بارتكاب جريمة تعديل غير مصرح بها بموجب المادة 3 من قانون إساءة استخدام الكمبيوتر لعام 1990 (تم تعديل المادة 3 منذ ذلك الحين بموجب قانون الشرطة والعدالة لعام 2006، مما أدى إلى حدوث جريمة بشكل ضعف مؤقت.
اتفق الادعاء والدفاع على أن الهجوم نشأ من جهاز كمبيوتر كافري. حين اعترف كافري بأنه «عضو في مجموعة اختراق»،  ادعى دفاع كافري أنه، دون علم كافري،  المهاجمون قاموا باختراق نظامه  وتثبيت «حصان طروادة غير محدد... للسيطرة على جهاز الكمبيوتر الخاص به وشن الهجوم»  والذي مكّن المهاجمين أيضًا من وضع أدلة على جهاز كمبيوتر كافري.
لم يتم العثور على أي دليل على وجود حصان طروادة أو خدمات مستترة أو تعديلات السجل على كمبيوتر Caffrey. ومع ذلك، تم العثور على أدلة على البرنامج النصي «رفض الخدمة» نفسه مع سجلات توضح أن برنامج الهجوم قد تم تشغيله. تم استرداد سجلات الدردشة التي تجرِّم أيضًا. شهد كافري نفسه أن حصان طروادة «مسلح بأداة مسح»  يمكن أن يحذف كل آثار نفسه بعد الهجوم. على الرغم من شهادة الخبراء بعدم وجود مثل هذه أحصنة طروادة، برأت هيئة المحلفين Caffrey.
تثير القضية أيضًا قضايا تتعلق بأفضل ممارسات الأدلة والتحاليل الجنائية الرقمية لأن الأدلة ربما تكون قد دمرت عندما تم إنهاء القدرة على جهاز الكمبيوتر الخاص بكافري من قبل المحققين.
جوليان غرين (2003) : المملكة المتحدة، تم القبض على جوليان جرين بعد العثور على 172 صورة غير لائقة للأطفال على القرص الصلب لجرين. قال الدفاع إن غرين لم يكن لديه علم بالصور الموجودة على جهاز الكمبيوتر الخاص به وأن شخصًا آخر كان يمكن أن يزرع الصور. حدد استشاري التحليل والأدلة الجنائية للكمبيوتر التابع لـ Green 11 حصانًا طروادة على كمبيوتر Green ، والتي كانت في شهادة شاهد الخبير الاستشاري، قادرة على وضع المواد الإباحية على كمبيوتر Green دون معرفة أو تصريح Green. برأت هيئة المحلفين غرين من جميع التهم بعد أن فشلت النيابة العامة بتقديم أي أدلة في محكمة إكستر كراون، بسبب فشلها في إثبات أن غرين قام بتنزيل الصور على الكمبيوتر.
تثير القضية أيضًا قضايا متعلقة بسلسلة الاحتجاز الإثباتية، حيث لا يمكن استبعاد إمكانية وجود أدلة على جهاز الكمبيوتر الخاص بشركة Green.
<i id="mwvA"><b id="mwvQ">كارل شوفيلد (2003)</b></i>  :
تم تبرئة كارل شوفيلد أيضًا باستخدام دفاع حصان طروادة. وقد اتُهم بإنشاء 14 صورة غير لائقة لأطفال على جهاز الكمبيوتر الخاص به، لكن شاهدًا من خبراء الدفاع قدم شهادة في التحاليل الجنائية والأدلة تفيد بأنه قد تم العثور على حصان طروادة على كمبيوتر شوفيلد  وأن البرنامج مسؤول عن الصور الموجودة على الكمبيوتر  قبل المدعون العامون شهادة الشهود ورفضوا التهم، وخلصوا إلى أنهم لم يتمكنوا من إثبات أن شكوفيلد كان مسؤولاً عن تنزيل الصور دون أدنى شك.
<i id="mwyg"><b id="mwyw">يوجين بيتس (2003)</b></i> :
هي قضية مقرها الولايات المتحدة تتعلق بمحاسب من ألاباما وُجد أنه بريء من تسع تهم للتهرب الضريبي وتقديم إقرارات ضريبية على دخل الدولة الشخصية والتجارية مع إدارة إيرادات ولاية ألاباما. ادعى الادعاء أنه قد أبلغ عن قصد أكثر من 630,000 دولار في الدخل على مدى فترة ثلاث سنوات وكان يواجه غرامة قدرها 900000 دولار والسجن لمدة 33 سنة. الواضح أن بيتس سبق أن اتُهم في السنوات السابقة بتهمة الإبلاغ عن الضرائب. جادل بيتس أن فيروس الكمبيوتر كان مسؤولاً عن تعديل ملفاته الإلكترونية مما أدى إلى عدم الإبلاغ عن دخل شركته، وأن الفيروس لم يكن معروفًا له حتى قام المحققون بتنبيهه. لاحظ المدعون العامون أن الفيروس المزعوم لم يؤثر على الإقرارات الضريبية للعملاء، والتي تم إعدادها على نفس الجهاز. برأت هيئة المحلفين بيتس من جميع التهم أيضاً.

## مستقبل الدفاع
زيادة الدعاية، وزيادة الاستخدام
مع اكتساب الدفاع المزيد من الدعاية، قد يزيد استخدامه من قبل المدعى عليهم. قد يؤدي هذا إلى قيام مجرمين بزرع أحصنة طروادة على أجهزة الكمبيوتر الخاصة بهم والسعي لاحقًا إلى الاعتماد على الدفاع. وبالمثل، يجب حماية المدعى عليهم الأبرياء الذين يجرمونهم برامج ضارة. يستغل أخصائيو الإجهاض عبر الإنترنت بالفعل مخاوف الجمهور من خلال «هز» الضحايا  ، وابتزازهم من الدفع إذا فشلوا في ذلك حيث سيقوم مجرمو الإنترنت بزرع تهريب الإنترنت على أجهزة الكمبيوتر الخاصة بهم.
كما هو الحال مع العديد من الجرائم الجنائية، من الصعب منع المسائل الإشكالية التي تنشأ خلال فترة التحقيق. على سبيل المثال، في حالة جوليان جرين، قبل تبرئته، أمضى ليلة واحدة في الزنزانات، تسعة أيام في السجن، وثلاثة أشهر في نزل بكفالة وفقد حضانة ابنته وحيازة منزله. في قضية كارل شوفيلد التالية، تعرض لهجوم من جانب الحراس عقب ورود تقارير عن اعتقاله وفقد وظيفته واستغرقت القضية عامين للمحاكمة.
يجب تطوير تقنيات ومنهجيات التحليل وعلوم الأدلة الجنائية الرقمية المناسبة واستخدامها، والتي يمكن أن تضع «محلل العلوم الجنائية الرقمية في وضع أقوى بكثير ليكون قادرًا على إثبات أو دحض ادعاء مستتر». عندما يتم تطبيق ذلك في وقت مبكر من عملية التحقيق، فمن المحتمل أن يتجنب ذلك إجراء محاكمة ضارة بالسمعة لمتهم بريء.
المحلفين
بالنسبة لمحلف عادي، فإن الحجم الكبير والتعقيد لشهادات الخبراء المتعلقة بتكنولوجيا الكمبيوتر، مثل حصان طروادة، يمكن أن يجعل من الصعب عليهم فصل الحقائق عن المغالطة. الممكن أن يتم تبرئة بعض الحالات لأن المحلفين ليسوا على دراية تقنية. قد تتضمن إحدى الطرق الممكنة المقترحة لمعالجة هذا الأمر تثقيف هيئة المحلفين والمدعين العامين في تعقيدات أمن المعلومات 
تكنولوجيا الهاتف النقال
قد تؤدي الهيمنة المتزايدة لتكنولوجيا الأجهزة الذكية (إلى جانب عادات المستهلك المتساهلة عادة فيما يتعلق بأمان الأجهزة الذكية ) إلى حالات مستقبلية يتم فيها استدعاء الدفاع في سياق هذه الأجهزة 
أحصنة طروادة المتعلقة بالحكومة
عندما يؤدي استخدام " أحصنة طروادة الخاصة بالحكومة" إلى تهريب أو ارتكاب جريمة إلكترونية عبر كمبيوتر المدعى عليه، فهناك خطر من أنه من خلال أمر هفوة (على سبيل المثال خطاب الأمن القومي الأمريكي) يمكن منع المدعى عليه من الكشف عن دفاعه، لأسباب أمنية وطنية. إن موازنة هذه المصالح الأمنية الوطنية الواضحة مع مبادئ الحريات المدنية، تعد بمثابة قرصة، والتي في حالة استمرار استخدام أحصنة طروادة الحكومية،  قد تحتاج إلى إدراكها من قبل الهيئات التشريعية في المستقبل القريب.

## إنظر أيضاً
- SODDI
- حصان طروادة
- ابتزاز
- الروبوتات
- DoSnet
- هاكر (أمان الكمبيوتر)